# Max Eipp

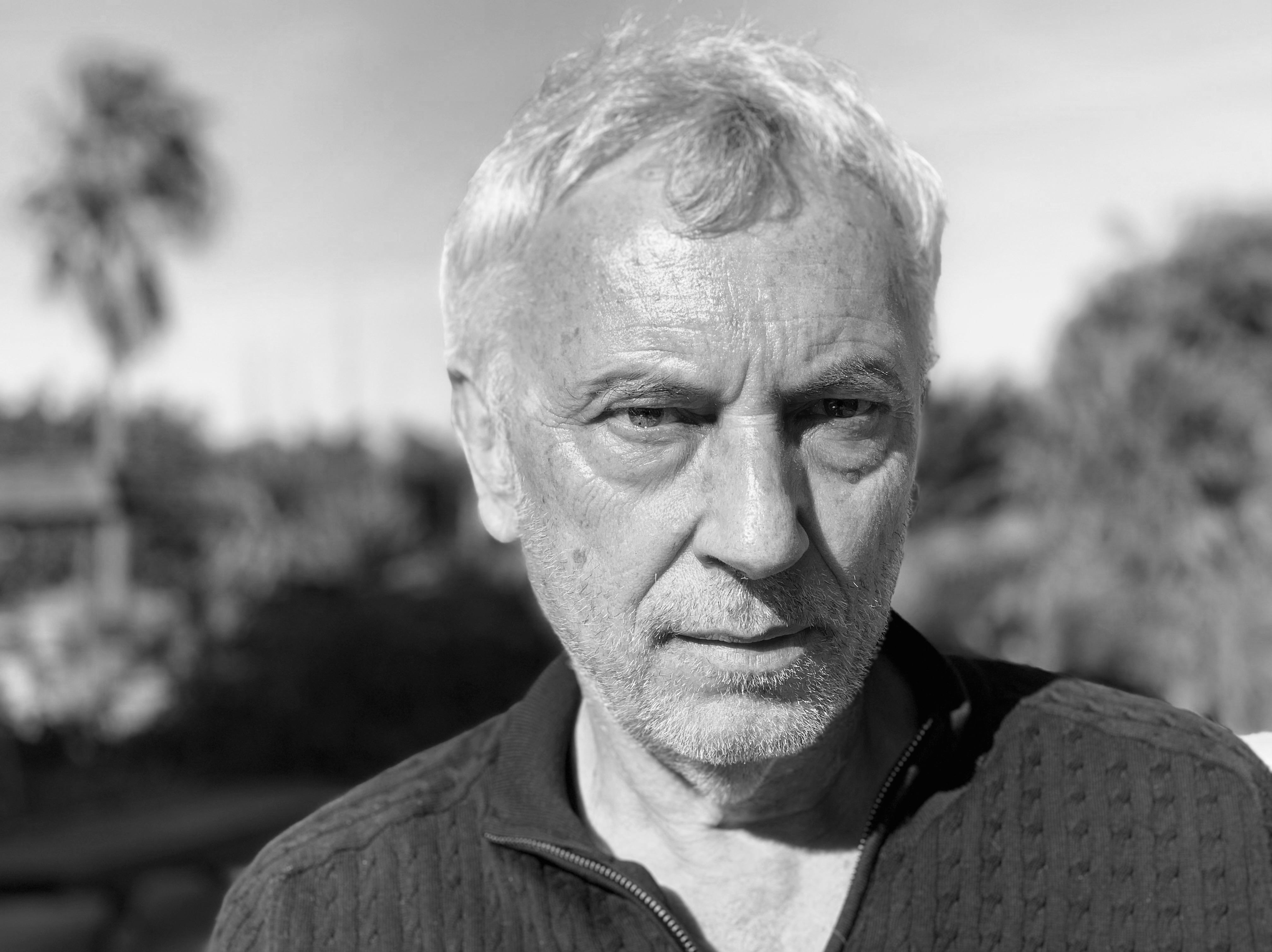
Max Eipp, 2019

Max Eipp (* 1955 in Heppenheim) ist ein deutscher Schauspieler, Regisseur, Journalist und Autor.

## Leben
Eipp schreibt Drehbücher und Theaterstücke. Neben seinen Theater-Solostücken (Ein Tisch ist ein Tisch, 2002, Andersens Schneekönigin, 2005, und Huck Finn, 2007), mit denen er deutschlandweit auf Tournee ist, tritt er auch in öffentlichen Lesungen für Verlage und Literaturhäuser auf. Mehrere Hörbücher wurden von ihm gesprochen. Er schreibt Rezensionen (Literatur, Theater, Film) für verschiedene deutsche Zeitungen und Magazine. Mehrere seiner Theatertexte wurden von Verlagen veröffentlicht.
2004/2005 verfasste Eipp sein erstes Drehbuch Wut, das Regisseur Züli Aladağ mit August Zirner, Corinna Harfouch, Oktay Özdemir und Robert Höller in den Hauptrollen verfilmte. Der Fernsehfilm um den immer weiter eskalierenden Konflikt zwischen einem linksliberalen Literaturprofessor und einem türkischstämmigen Mitschüler seines Sohnes sorgte für heftige Diskussionen, wurde jedoch mit zahlreichen Preisen, u. a. dem Grimme-Preis und der Goldenen Kamera, ausgezeichnet und von der Kritik hochgelobt.
2017 verfilmte er als Co-Regisseur von Mark Monheim das gemeinsam entwickelte Drehbuch Alles Isy. Auch dieser Film um eine Vergewaltigung unter befreundeten Jugendlichen wurde kontrovers diskutiert. 2019 wurden die beiden Regisseure mit dem Bayerischen Fernsehpreis geehrt. Auch das Drehbuch und die Hauptdarsteller wurden mehrfach ausgezeichnet.
Im Oktober 2022 wurde die von Alice Quadflieg verfasste Theaterfassung von Alles Isy am Mittelsächsischen Theater in Freiberg/Sachsen (in der Regie von Stephan Bestier) uraufgeführt. Auch Wut wurde für die Theaterbühne bearbeitet (von Volker Lösch und Beate Seidel) und 2009 am Schauspiel Stuttgart uraufgeführt.
Die True Crime-Serie German Crime Story: Gefesselt, die Max Eipp und Mark Monheim mitentwickelt haben, feierte 2022 auf dem Filmfest Hamburg Premiere. Seit Januar 2023 ist die Serie, die den Kriminalfall um den Hamburger „Säurefassmörder“ nachzeichnet, exklusiv bei Amazon Prime Video zu sehen.
Max Eipp hat zwei erwachsene Kinder mit der Hamburger Schauspielerin Gilla Cremer. Er lebt in Berlin.

## Filmografie
- 2006: Wut (Fernsehfilm) Drehbuch
- 2008: Tatort: Salzleiche (Fernsehfilm) Drehbuch
- 2013: Tatort: Mord auf Langeoog (Fernsehfilm) Drehbuch
- 2018: Axel der Held (Kinofilm) Drehbuch
- 2018: Alles Isy (Fernsehfilm) Drehbuch & Regie (mit Mark Monheim)
- 2019: Tierärztin Dr. Mertens – Neue Ufer (als Darsteller)
- 2023: German Crime Story: Gefesselt (Serie) Drehbuch (Episoden 1–4)

## Auszeichnungen
- Für Wut:
  - 2006: „Besondere Anerkennung“ durch die Deutsche Akademie der Darstellenden Künste auf dem Fernsehfilm-Festival Baden-Baden für das Produktionsteam
  - 2007: ver.di-Fernsehpreis für das Drehbuch
  - 2007: Adolf-Grimme-Preis unter anderem an Max Eipp
  - 2007: Goldene Kamera, Bester Deutscher Fernsehfilm
  - 2007: Fipa Award in Silber: Fipa Festival Biarritz
  - 2007: Gold World Medal: New York Festival
  - 2007: Golden Gate Award San Francisco
  - 2007: Bester nicht-asiatischer TV-Film: TV-Festival Seoul, Korea
  - 2007: ZOOM Festival Igualda: Bestes Drehbuch

- Für Alles Isy:
  - 2018: ZOOM Festival Igualada: Bestes Drehbuch[5]
  - 2019: Nominierung für den Grimme-Preis[6]
  - 2019: Bayerischer Fernsehpreis in der Kategorie Beste Regie
- 2009: Hamburger Kindertheaterpreis der Gesellschaft Harmonie von 1789 und der Hamburgischen Kulturstiftung für seine Solo-Theater-Produktionen, insb. für Huck Finn

## Veröffentlichungen
- Pinocchio, Fischer Theaterverlag
- Der kleine König Dezember, Fischer Theaterverlag
- Die Giftmörderinnen, Rowohlt Verlag
- Huck Finn, Verlag für Kindertheater
- Alles Isy, Verlag für Kindertheater
- Der Erlkönig und andere Balladen, vorgetragen von Max Eipp, Gerhard Garbers, Audio-CD, ISBN 978-3-945709-48-1
- Warum haben wir nichts gesagt? von Jan de Zanger, gelesen von Max Eipp, Audio-CD, ISBN 978-3-935036-05-4